# Mudzsibur Rahmán
Mudzsibur Rahmán sejk (röviden: Mudzsib, bengáli írással: শেখ মুজিবুর রহমান, azaz Sekh Mudzsibur Rahmán; Tungipára, 1920. március 17. – Dakka, 1975. augusztus 15.) bangladesi politikus, függetlenségi harcos, az 1971-ben függetlenné vált Banglades első elnöke, később második miniszterelnöke. Emléke ma is köztiszteletben áll, a „nemzet atyjának” tekintik, és elterjedten hívják Bangabandhunak, azaz „Bengál barátjának”.
Középosztálybeli földbirtokos családból származott, Kalkuttában szerzett bölcsész diplomát. Már fiatalon kapcsolatba került különféle politikai mozgalmakkal: kezdetben az angolellenes indiai nacionalistákhoz, majd Hoszen Sahíd Szohráojárdihoz csatlakozott, aki politikai mentorává is vált. Fő céljuk az volt, hogy az Indiai Birodalom felosztásakor Bengál önálló egységként jöjjön létre, ám ez nem teljesült: a mai Bangladest először Kelet-Bengál, majd Kelet-Pakisztán néven Pakisztán részeként kezelték. Az 1940-es évek végén, amikor kizárólagos államnyelvvé akarták tenni a Nyugat-Pakisztánban használatos urdut, Mudzsibur ez ellen tiltakozva is mozgalmat szervezett, és folyamatosan erősödött az a törekvése, hogy Bengál több önállóságot kapjon. Az 1949-ben megalakult Áojámi Liga nevű párt egyik társtitkárává őt választották meg. A következő évek során számos alkalommal került szembe a hatalommal, többször is letartóztatták, sok évet ült börtönben, de egyúttal otthon rengeteg hívet is szerzett magának.
Az 1954-es választásokon pártja (és ő maga egyéni jelöltként is) nagy győzelmet aratott, így tartományi kormányt alakíthattak. Ezt azonban a központi hatalom feloszlatta, Mudzsiburt pedig letartóztatták. Szabadulása után folytatta a harcot, de 1958-ban, amikor Pakisztánban katonai közigazgatást vezettek be és betiltották a pártokat, több évre újra börtönbe került. 1961-ben forradalmi tanácsot alapított, 1964-ben pedig az újjászervezett Áojámi Liga főtitkára lett. 1966-ban hirdette ki híres hatpontos programját, amelyben nagyfokú autonómiát követelt Kelet-Pakisztán számára, majd országjáró kampányba kezdett, de ismét többször letartóztatták, sőt, amíg 1968-ban börtönben volt, az agartalai összeesküvés néven ismert perben államellenes cselekményekkel vádolták. Végül tömegtüntetések hatására kénytelenek voltak szabadon engedni.
Az 1970 végén tartott választásokon pártja országos többséget szerzett, így kormányt alakíthatott volna, de ennek megalakulását Jahja Hán államfő megakadályozta. Néhány nap múlva Mudzsibur emberek milliói előtt mondott történelmi jelentőségű beszédet egy dakkai tömeggyűlésen: ebben felszabadító harcra szólította fel népét. A pakisztáni hadsereg hamarosan támadást indított a keleti országrész lázadói ellen, Mudzsib sejket pedig, aki kikiáltotta Banglades függetlenségét, börtönbe vetették. Az év végéig tartó háború (India beavatkozásának köszönhetően) Pakisztáni vereséggel zárult, így a gyakorlatban is megalakult az új független ország. A sejk még börtönben volt, amikor megválasztották államfőnek, de hamarosan nemzetközi nyomásra szabadon engedték.
1972 elején államfő helyett miniszterelnök lett. Kormánya idején Banglades nemzetközi szervezetek tagjává vált, több területen (például az oktatásban) fejlődés mutatkozott, ám a háború után romokban heverő gazdaságot nem sikerült jelentősen fejleszteni, megjelent a korrupció, 1974-ben pedig éhínség pusztított az országban. A csökkenő népszerűségű kormányfő 1975 elején államelnökké nevezte ki magát, és szocialista típusú egypártrendszert vezetett be. Politikai tisztogatások kezdődtek, a sajtószabadságot korlátozták. Nyáron egy csoport fegyveres tört rá az elnökre, és családjának számos tagjával együtt meggyilkolták.

## Élete

### Származása
1920. március 17-én született az akkor Brit Indiához, ma Banglades Gopálgandzs körzetéhez tartozó Tungipára faluban. Apja, Lutphur Rahmán sejk, középosztálybeli földbirtokos volt, anyját Szájera Khátunnak hívták; a két szülő egymás unokatestvére volt. Összesen négy leányuk és két fiuk született, akik közül a Khokának („kisfiú”) becézett Mudzsibur volt a harmadik gyermek. A házat, ahol a család lakott, maga az apa építette fel.

### Tanulmányai és fiatal kora
1927-ben a gimádángai általános iskolában kezdte meg tanulmányait, kilenc évesen pedig a gopálgandzsi köziskola harmadik osztályában folytatta, majd egy mádárípuri iskolába került. Kedvelte a sportokat, különösen a labdarúgást, a röplabdát és a gyeplabdát: annak ellenére, hogy 1930 körül átesett egy fertőzésen, ami legyengítette a szívét, tizenéves korában maga is ügyes labdarúgójátékos volt, játszott az iskola csapatában, és különböző tornákon díjakat is nyert.
1934-tól évekre el kellett hagynia az iskolát, ugyanis szemműtétre volt szüksége, hogy ne vakuljon meg: tíz napon belül mindkét szemét megműtötték egy kalkuttai kórházban. Emiatt viselt 1936 óta szemüveget. Abban az időszakban, amikor még nem térhetett vissza az iskolába, és nem is sportolhatott, egyik fő időtöltésévé a különféle esti gyűlésekre való járás vált. Ekkor ismerkedett meg a környéken gyorsan terjeszkedő függetlenségpárti, indiai nacionalista Szvadesi Mozgalommal, amelyhez özönlöttek a helyi fiatalok. Mudzsibban, aki Szubhás Csandra Bosz tisztelőjévé vált, angolellenes gondolatok fogantak meg: úgy vélte, a briteknek semmi joguk nincs Indiában maradni, az országnak ki kell vívnia a függetlenségét.
Amikor a lassú lábadozás miatt hosszú idő, négy év elteltével visszatérhetett az oktatásba, már nem régi iskolájának padjába ült vissza, mert korábbi diáktársai már jócskán lehagyták őt, így apja egyrészt a golpagandzsi misszionárius iskolába íratta be, másrészt otthon elkülönített egy szobát, ahol egy Kádzsi Ábdul Hámid nevű külön magántanár foglalkozott a fiatalemberrel. Ez a tanár volt a helyi Muszlim Jóléti Szövetség alapítója, amely városszerte adományokat gyűjtött a szegény diákok megsegítésére. Az adománygyűjtésben Mudzsibur Rahmán is részt vett: péntekenként a napi ima után járta a város muszlimok lakta részét, a kapott rizsadományt pedig eladta. Nem mindig volt azonban ilyen jólelkű: iskolatársaival bandát alapított, és ha ennek bármely tagját inzultus érte, keményen visszavágtak. Apja nem nézte jó szemmel a fiú erőszakos viselkedését.
Az érettségit végül 1942-ben tette le. Ugyanebben az évben kezdte meg humán tudományokból álló tanulmányait a kalkuttai Iszlámia Főiskolán (ma Maulána Ádzsád Főiskola), ahol 1947-ben szerezte meg bölcsész diplomáját.

### Politikai pályafutásának kezdete
A nagypolitikával 1939-ben került szorosabb kapcsolatba: Ábul Kásem Fadzslul Hak bengáli főminiszter és Hoszen Sahíd Szohráojárdi kereskedelmi miniszter ekkor látogatott el ugyanis Gopálgandzsba egy gyűlésre. Mudzsibur sejk először egy csoportot alapított annak érdekében, hogy szorgalmazza az iskola sérült tetejének kijavítását, mire a politikusok megérkeznek, aztán az ő vezetésével szállt szembe egy diákcsapat a gyűlést megzavarni készülő hindu tanulók csoportjával. Szohráojárdinak feltűnt a muszlim csapat energikus vezére, Mudzsibur Rahmán, akinek a nevét is lejegyezte, majd később Kalkuttából köszönő üzenetet is továbbított neki.
1940-ben lépett be a Muszlim Diákok Pánindiai Szövetségébe. 1943-ban a Pánindiai Muszlim Liga nevű párt bengáli kancellárjává választották. Ezt a pozíciót egészen az Indiai Birodalom 1947-es felosztásáig viselte. 1944-ben részt vett a diákszövetség kustijai gyűlésén, ahol a pharidpuri körzeti szövetség titkárává választották, 1946-ban pedig (kihívó nélküli választáson) az Iszlámia Főiskola Hallgatói Uniójának főtitkára lett. Az 1946. augusztus 16-i kalkuttai zavargás (a „nagy kalkuttai öldöklés”) során számos életet megmentett mind a muszlim, mind a hindu közösségből azzal, hogy saját élete kockáztatása árán is a békéltetésre törekedett.
Igen szoros kapcsolat alakult ki Mudzsibur Rahmán és Hoszen Sahíd Szohráojárdi között, akinek mozgalma azt a célt tűzte ki, hogy India és Pakisztán mellett harmadik független államként létrejöjjön Bengál (Banglades) is. A csak leánygyermekekkel rendelkező Szohráojárdi szinte saját fiaként tekintett Mudzsibra. Bár a mozgalom tevékenysége hamarosan megszűnt, mégis alapjául szolgált Mudzsibur későbbi függetlenségi gondolatainak. Amikor 1947-ben megtörtént az Indiai Birodalom felosztása Indiára, valamint Nyugat-Pakisztánra és Kelet-Bengálra, Mudzsibur nem igyekezett azonnal Kelet-Bengálba, hanem néhány hétig Szohráojárdival együtt Kalkuttában maradt, ahol Mahátma Gándhi békemozgalmához csatlakozott.

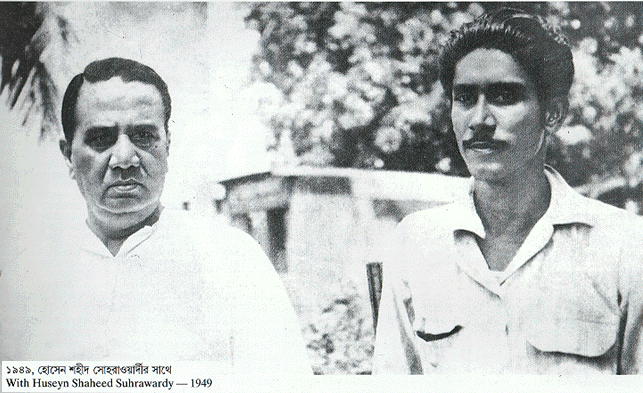
Hoszen Sahíd Szohráojárdi és Mudzsibur Rahmán 1949-ben

1948-ban felvételt nyert a Dakkai Egyetem jogi karára. Mivel kezdett elidegenedni a kelet-pakisztáni Muszlim Liga politikusaitól, január 4-én megalapította Pakisztán első ellenzéki diákszervezetét, a Kelet-Pakisztáni Muszlim Diákok Ligáját. Amikor (az egyébként bengáli származású) Khádzsa Nádzsimuddin főminiszter február 23-án az alkotmányozó gyűlés előtt annak ellenére kijelentette, hogy Kelet-Pakisztán lakóinak el kell fogadniuk az urdu nyelvet (kizárólagos) államnyelvként, hogy az országrészben a bengáli nyelvűek voltak többségben, Mudzsib tiltakozásba kezdett, és egy mozgalmat kezdett kiépíteni a Muszlim Liga ezen terve ellen. Egy március 2-i vagy 3-i, az egyetem Ábul Kásem Fadzslul Hakról elnevezett épületében tartott gyűlésen elfogadták Mudzsibur azon javaslatát, hogy az összes párt részvételével fel kellene állítani egy államnyelv-akcióbizottságot. A bizottság számos gyűlésen és ülősztrájkon fejezte ki tiltakozását a Nádzsimuddin-féle terv ellen, március 11-ére pedig általános sztrájkot hirdetett. Ezen a napon Mudzsiburt tíz másik politikai aktivistával (köztük Golám Ádzsam, Áli Áhád, Sámszul Hak és Ábdul Ojáhed) együtt a minisztérium épülete előtt letartóztatták, aminek következtében az ország diákságának egy része felbolydult és nagy tüntetésekbe kezdett. Ezek hatására végül a Muszlim Liga által vezetett kormány meghátrált, és négy nappal a letartóztatás után szabadon engedték Mudzsiburt és társait. Ő azonban nem hagyott fel politikai tevékenységével, és már másnap újabb tüntetést szervezett a Dakkai Egyetemhez, amit azonban a rendőrség feloszlatott. Válaszként Mudzsib 17-re országos sztrájkot hirdetett, és többek között egy újabb mozgalmat is támogatni kezdett, amely egyetemi dolgozók jogaiért és munkabiztonságáért tevékenykedett. Szeptember 11-én újra letartóztatták, ezután négy hónapot töltött börtönben: 1949. január 21-én szabadult. Március 26-án négy társával együtt az egyetemtől felszólítást kaptak, hogy vagy fizessenek be egy bizonyos összegű bírságot, és egy űrlap kitöltésével garantálják jövőbeli „jó magaviseletüket”, vagy elbocsátják őket az egyetemről. Társai elfogadták a feltételeket, de ő nem, így jogi diplomáját végül nem tudta megszerezni. 1949. április 19-én az alkancellári rezidencia előtt vett részt egy újabb tüntetésen, ahol ismét letartóztatták.
61 évvel az események és 35 évvel Mudzsib sejk halála után, 2010-ben az Unnajan Szánbádik Fórum levélben kérte Dzsillur Rahmán államfőt, aki az egyetem kancellárja is volt, és Ábu Áhszán Mohámmad Számszul Árephin Sziddiket, az alkancellárt, hogy vonják vissza Mudzsibur Rahmán kizárását az oktatási intézményből. Az egyetem fő döntéshozó testülete, a szindikátus rendkívüli ülést tartott, és 17 tagjából 14-nek a döntésével visszavonta az évtizedekkel korábbi kizárást.

### Az Áojámi Liga megalapítása és kezdeti évei
Az eltelt hónapok során Mudzsibur tevékenysége ellenzéki körökben egyre ismertebbé és elismertebbé vált, az ellenzék pedig egyre erősödött. 1949. április 26-án Sámszul Hak a tángáili választókerületben egy időközi választáson legyőzte a Muszlim Liga híres helyi zamindárját, Khurram Khán Pannit, ezzel pedig „politikai földrengést” indított el az országban. Június 23-án Dakkában Ábdul Hámid Khán Bhászáni vezetésével megalakult a Kelet-Pakisztáni Áojámi Muszlim Liga, amelynek az akkor még börtönben ülő Mudzsiburt társtitkárává választották.
1949 októberében a pártelnök és Mudzsibur Rahmán Nurul Ámin kelet-bengáli kormányfő lemondását követelte, és egy küldöttség élén Liákat Alí Hán miniszterelnökhöz indult, azonban emiatt mindkét politikust, Sámszul Hakkal együtt elfogták és börtönbe zárták. A börtönben eltöltött idő során rendszeres volt, hogy a közös magrib ima után Bhászáni a Koránból tanította társait. Év végére Mudzsib már kiszabadult, de amikor 1950. január 1-én Alí Hán Dakkába látogatott, újabb tüntetést szervezett ellene, ezúttal azért, mert Kelet-Pakisztánt súlyosbodó élelmiszerhiány sújtotta, és a kormány szerintük ezt nem volt képes megfelelően kezelni. A tüntetés miatt újra letartóztatták, és két évre bebörtönözték.
1952. január 26-án Nádzsimuddin miniszterelnök a paltani központi téren tartott gyűlésen ismét kijelentette, hogy Pakisztán egyetlen államnyelve csak az urdu lehet. Mudzsibur a börtönben ülve is kapcsolatban maradt a bengáli nyelvet, mint egyik államnyelvet támogató mozgalommal, sőt, iránymutatásokat is adott nekik. Február 14. vagy 16. és 27. között éhségsztrájkot tartott, eközben diák hívei a hatóságok által elrendelt kijárási tilalom ellenére az utcára vonultak. A rendőrség a tömegbe lőtt, több tüntető életét vesztette. Mudzsibur a börtönből üzenve „mély szomorúságát” és tiltakozását fejezte ki a történtek miatt, azonban, hogy a következőkben ne maradhasson kapcsolatban a szervezkedőkkel, a dakkai központi börtönből átszállították a pharidpuriba. Végül február 28-án, mivel szervezetét megviselte az éhezés, a hatóságok kénytelenek voltak szabadon engedni.
Szabadulása után, még 1952-ben Kínába látogatott egy világbéke-konferenciára, ahol bengáli nyelven tartott beszédével a világ közvéleménye elé tárta a bengáli nyelvkérdést.

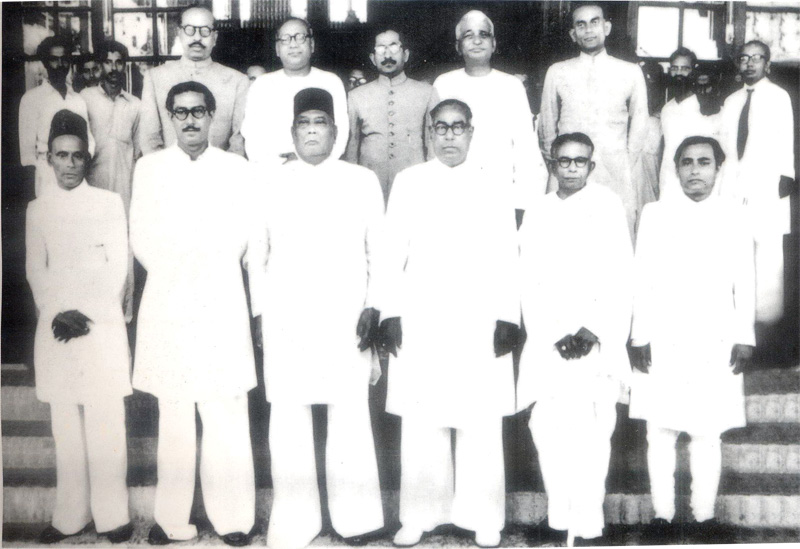
Az 1954-es kelet-bengáli kormány tagjai. Mudzsibur Rahmán az első sorban balról a második

1953. július 9-én Mudzsibur Rahmánt az Áojámi Liga főtitkárává választották, november 14-én pedig a párt különleges tanácsülést tartott azzal a céllal, hogy felkészüljenek a hamarosan tartandó első kelet-bengáli választásokon a Muszlim Ligával való versenyre. A választásokat 1954. március 10-én tartották. Ezen a muszlimoknak fenntartott 237 országgyűlési mandátumból az Áojámi Muszlim Liga 143 helyet szerzett, a szövetségeseivel együtt alkotott Egyesült Front (Dzsukta Front) pedig ezzel a 143-mal együtt 223-at. A gopálgandzsi választókerületben Mudzsibur Rahmán nagy fölénnyel győzött: több mint 13 000 szavazattal kapott többet, mint ellenfele, a Muszlim Liga jelölte, Ojáhiduddzsámán. Május 15-én tett esküt, mint a tartományi kormány szövetkezeti és mező-, valamint erdőgazdasági fejlődésért felelős minisztere. A központi pakisztáni kormány azonban május 29-én vagy 30-án önkényesen feloszlatta az Egyesült Front kelet-pakisztáni kormányát, és amikor Mudzsibur 30-án visszatért Karacsiból Dakkába, a repülőtéren letartóztatták, és csak december 23-án engedték szabadon.
1955. június 5-én Mudzsibot a törvényhozó testület tagjává választották. Tizenkét nappal később a paltani téren az Áojámi Liga nyilvános gyűlést tartott, ahol előterjesztettek egy 21 pontból álló, Kelet-Pakisztán autonómiáját célzó programot. 23-án a párt munkatanácsa úgy döntött, ha a központi kormány nem biztosítja az autonómiát, a párttagok lemondanak a törvényhozó testületben betöltött pozícióikról. Augusztusban Mudzsib sejk a Karacsiban tartott országgyűlésen kifejtette: ha az eddig Kelet-Bengálnak nevezett tartományt Kelet-Pakisztánnak kívánják ezentúl hívni, arról előbb meg kellene kérdezni a bengáli embereket is, illetve ha máshogy nem, népszavazás útján kellene elfogadtatni, hogy mi legyen a hivatalos nyelv.
Az 1955. október 21. és 23. között tartott pártkongresszuson úgy döntöttek, az Áojámi Muszlim Liga nevéből elhagyják a „muszlim” szót, kifejezve ezzel törekvésüket, hogy vallási hovatartozástól, sőt, vallásosságtól függetlenül mindenki felé nyitottá váljanak. Ugyanekkor újraválasztották pártfőtitkárnak Mudzsibur Rahmánt, aki bekerült a második pakisztáni alkotmányozó gyűlésbe is: itt 1955 és 1958 között szolgált. 1956 szeptemberében a Khán Átáur Rahmán vezette tartományi kormány tagja lett iparral, kereskedelemmel, munkaügyekkel, korrupcióellenességgel és a vidék segélyezésével foglalkozó miniszterként, de a következő év májusának 30. napján önként lemondott, hogy több energiát tudjon fordítani a párt alapjainak megszilárdítására és meggyengült szervezetének megerősítésére. Két héttel később ismét újraválasztották pártvezetőnek, majd június 24. és július 23. között egy hivatalos úton Kínába látogatott.

### Politikai harc az önállóságért
1958. október 7-én a pakisztáni elnök, Iszkander Mirzá katonai közigazgatást vezetett be, és betiltott minden politikai tevékenységet. Igaz, hogy három héttel később Ajúb Hán tábornok elűzte az országból Mirzát, de még Mirza idején, október 11-én Mudzsibot ismét letartóztatták, és különféle hamis vádakkal zaklatták. Ajúb Hán hatalomátvétele után több politikai foglyot szabadon engedtek, de Mudzsibur Rahmán nem volt köztük. Őt csak tizennégy hónappal később engedték ki a börtönből, de amint kilépett az épületből, újra elfogták. A legfelsőbb bíróság később befogadta a hozzájuk intézett kérvényt, és törvénytelennek minősítette az eljárást, így 1961-ben szabadon bocsátották. Ezek után hozta létre titkos szervezetét, a Szbádhín Bánla Biplabi Parisadot, azaz a Forradalmi Tanács a Független Bangladesért mozgalmat, amelybe több diákvezetőt is bevont.
1962-ben újabb hónapokat töltött börtönben: az Ajúb-kormány február 6-án tartóztatta le, majd miután június 2-án megszűnt a közel négy évig tartó katonai rendszer, 18-án kiengedték a fogságból. Szeptember 24-én Lahorba utazott, hogy Hoszen Sahíd Szohráojárdival és néhány ellenzéki párttal együttműködve létrehozzák a Nemzeti Demokratikus Frontot (NDF). Az októbert Mudzsib sejk azzal töltötte, hogy Szohráojárdival együtt Bengál területén utazgatott, és mindenütt támogatókat próbált szerezni az NDF-nek. 1963-ban Szohráojárdi Londonba került orvosi kezelésre: Mudzsib itt is meglátogatta. Miután decemberben Bejrútban elhunyt, Mudzsibur személyesen fogadta a holttestet szállító repülőt Dakkában, később ő lett a temetési menet egyik kísérője.
1964. január 25-én ezen párt vezető személyiségei speciális gyűlést tartottak Mudzsib Dakkában található, Dhánmandi 32 néven ismert magánrezidenciájában, ahol úgy döntöttek, az NDF helyett inkább újraaktiválják az Áojámi Ligát. A Liga március 6. és 8. között tartott tanácskozásán pedig úgy döntöttek, egyik fő céljuk az lesz, hogy az országrész (Kelet-Pakisztán) lakói szavazás útján saját kormányt választhassanak maguknak. Ugyanekkor pártelnökké választották Ábdur Rasíd Tarkabágíst, főtitkárrá pedig Mudzsibur Rahmánt.
1964-re Kelet-Pakisztánban egyre erősödött az ellenállás az Ajúb-féle politika, a katonai igazgatás és az Egy Egység nevű berendezkedés ellen, amely a nyugati tartományokat összeolvasztva centralizálta a pakisztáni hatalmat, és erős ellensúlyt hozott létre nyugaton a keleti, bengáli túlsúllyal szemben. Bengálban népfelkelés tört ki, ebbe pedig Mudzsiburék is beleavatkoztak. Az ő kezdeményezésére alakult meg március 11-én a felkelők egy erős felhatalmazással bíró „ellenállási bizottsága”, és ő intézett felhívást az emberekhez a további, hatóságokkal történő szembeszegülésre. A tüntetések lecsendesedése után Mudzsibur ismét egy mozgalmat szervezett az általuk katonai diktátornak tartott Ajúb elnök ellenében, és a közelgő elnökválasztáson Ajúb ellen induló Fátima Dzsinnahot, Pakisztán alapítójának, Muhammad Ali Dzsinnahnak a húgát támogatta: emiatt nem sokkal az elnökválasztás előtt, 1964. december 18-án újból letartóztatták, és zendüléssel, valamint „kifogásolható kijelentések” megtételével vádolták. Egy év börtönre ítélték, azonban a legfelsőbb bíróság döntése alapján korábban szabadult.

#### A hatpontos program

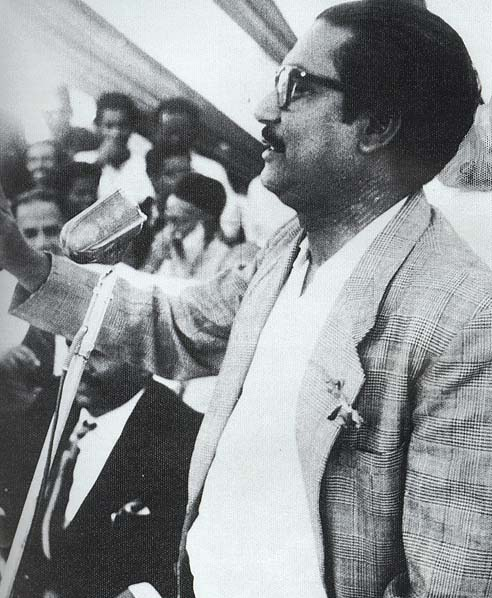
Mudzsibur Rahmán ismerteti a hatpontos programot Lahorban

1966. február 5-én Lahorban az ellenzéki pártok konferenciát tartottak. Mudzsib sejk itt tette közzé híres, A bengáli nemzet szabadságchartája vagy Túlélésünk chartája néven ismert hatpontos programját, amelyben a nagyobb autonómia kiharcolását tűzte ki célul. Egyes vélemények szerint ennek leple alatt már az ország függetlenségét kívánta előkészíteni. A hat pont a gazdasági kérdésekről is szót ejtett, nagy probléma volt ugyanis a keletiek számára, hogy a források folyamatosan áramlottak keletről nyugatra (1948 és 1969 között összesen 2,6–3 milliárd dollár értékben). A program nagyszámú támogatóra lelt főként a fiatalok és a munkásosztály tagjai között. A hat pont a következő volt:
1. Az alkotmánynak gondoskodnia kell arról, hogy Pakisztán a lahori határozat valódi értelmében vett föderáció legyen, parlamentáris kormányzattal és az általános felnőtt választójog alapján közvetlenül megválasztott törvényhozással.
2. A szövetségi kormány hatáskörébe csak két téma tartozik: a védelem és a külügy, a többi témakör a szövetséget alkotó államok hatásköre.
3. A két szárnyban (ez Nyugat- és Kelet-Pakisztánt jelenti) két különböző, de szabadon átváltható valuta kerüljön bevezetésre, vagy ha ez nem megvalósítható, akkor legyen egy pénznem az egész országban, de hatékony alkotmányos rendelkezéseket kell hozni, amelyek megállítják a tőke menekülését Kelet-Pakisztánból Nyugat-Pakisztánba. Továbbá különálló takarékbankot, és külön fiskális és monetáris politikát kell működtetni Kelet-Pakisztánban.
4. Az adóztatás és a bevételek begyűjtésének feladata a szövetséget alkotó egységekre ruházandó, a szövetségi központ nem rendelkezhet ebben a témában. A szövetség arra lesz feljogosítva, hogy az állami adóbevételeket elossza a kiadásoknak megfelelően.
5. A két szárnynak két külön számlát kell vezetnie a devizabevételekre, a szövetség devizakövetelése a két szárny között egyenlő vagy más, meghatározott arányban oszlik meg. A belföldi termékek vámmentesen mozoghatnak a két szárny között, és az alkotmánynak fel kell jogosítania a szövetségi egységeket, hogy külföldi kereskedelmi kapcsolatokat építhessenek ki.
6. Kelet-Pakisztánnak saját milíciája vagy paramilitáris szervezete kell, hogy legyen.

A március 18. és 20. között párttanácskozáson Mudzsiburt választották meg pártelnöknek, aki ezután számtalan helyre elutazott, hogy mindenütt támogatást próbáljon meg szerezni a hatpontos program számára. Kampánykörútja alatt 8-szor tartóztatták le (például Dakkában, Sziletben és Majmanszinhben), utoljára 1966. május 8-án Nárájangandzsban, ahol egy jutamalom munkásai előtt tartott beszédet, de ezúttal nem szabadult ki hamar: közel három évnyi időt töltött fogságban. Június 7-én országos sztrájk kezdődött, amelynek résztvevői Mudzsibur és más politikai foglyok szabadon bocsátását követelték, de a rendőrség több helyütt a tüntetők közé lőtt: Nárájangandzsban, Dakkában és Tangiban halálos áldozatok is voltak.
1968. január 3-án az Ajúb-kormány elindította az „agartalai összeesküvés” néven ismertté vált bírósági ügyet, amelyben hazaárulással vádolt meg több bengáli politikust, a hadsereg, a haditengerészet és a légierő tagjait, valamint több köztisztviselőt. Bár Mudzsibur ekkor már régóta börtönben volt, az ügy első számú vádlottja mégis ő lett, az eset pedig „Az Állam Mudzsibur Rahmán sejk és mások ellen” hivatalos elnevezést kapta. Rajta kívül még 34 személyt vádoltak meg azzal, hogy (indiai kormányügynökökkel titokban szövetkezve) Kelet-Pakisztán elszakadását készítették elő. A per hatására országszerte tömegmozgalom indult, amely az összes vádlott szabadon bocsátását követelte. A tárgyalás június 19-én kezdődött Dakkában, rendkívüli biztonsági intézkedések mellett. Mudzsib egyébként 1963 januárjában valóban járt Agartalában, és valóban találkozott egy indiai politikussal, Szatíndranáth Szinha tripurai főminiszterrel, hogy felmérje, miként viszonyulna India egy esetleges bengáli szeparatista mozgalomhoz, de úgy tűnik, az út hiábavaló volt, és nem vezetett semmilyen összeesküvéshez, mert Dzsaváharlál Nehru miniszterelnök nem volt érdekelt a témában.
Az eset újabb sztrájkokat és tömegtüntetéseket eredményezett (amelyeken számos diák is részt vett), különböző politikai és diákszervezetek pedig saját követeléseikkel kiegészítették a Mudzsib-féle 6-pontos programot egy 11-pontossá. A népfelkelés hatására a kormány kénytelen volt meghátrálni: 1969. február 22-én Áfzal Rahmán Hán védelmi miniszter bejelentette, hogy visszavonják az agartalai összeesküvéssel kapcsolatos vádakat, és szabadon engedik Mudzsibur Rahmánt és társait. Másnap a Központi Diák-akcióbizottság szervezésében rendkívüli méretű tömeggyűlést tartottak a dakkai lóversenypályán (ma Szohráojárdi Udján néven nemzeti emlékhely), ahol ünnepelve fogadták Mudzsiburt. Tophájel Áhmed diákvezető javaslatát, hogy Mudzsibur Rahmánt az azóta is közismert Bangabandhu, azaz „Bengál barátja” megtisztelő elnevezéssel illessék ezentúl, a tömeg közfelkiáltással elfogadta.
Egy 1969. december 5-i, Szahráojárdi halálának évfordulójához köthető gyűlésen jelentette ki először Mudzsibur Rahmán, hogy Kelet-Pakisztánt ezentúl Bangladesnek („bengáli ország”) kellene nevezni. Beszédében kifejtette: korábban voltak próbálkozások, hogy a „Bengál” szót teljesen eltöröljék még a térképekről is, mindössze a Bengáli-öböl nevében maradt meg, de most ezen (is) változtatna azzal, hogy bevezetné a Banglades elnevezést.
A következő években fáradhatatlanul járta az országot, rengeteg gyűlést tartott, ahol lelkesítő beszédeket mondott. 1970. január 6-án újraválasztották az Áojámi Liga elnökévé, április 1-én pedig a párt munkabizottsága úgy döntött, elindulnak a december 7-én esedékes első nemzetgyűlési, illetve a december 17-én tartandó tartományi gyűlési választásokon. Mudzsibur október 17-én tartotta kampánynyitó gyűlését Dakka Doláikhál városrészében; ugyanekkor az Áojámi Liga jelképéül a csónakot választotta, amely szerinte a nemzet reményét is jelképezi. Október 28-án rádió- és televízióbeszédében buzdította arra az embereket, hogy szavazzanak pártjának jelöltjeire, így támogatva a korábban ismertetett hatpontos programot.
November 12-én a Bhola ciklon több százezer ember halálát okozva pusztított a partvidéki területeken, ezért Mudzsib sejk felfüggesztette kampányát, és a katasztrófasújtotta területekre látogatott, és a következő napokban igyekezett nemzetközi szervezetek segítségét kiharcolni a károsultak megsegítésére. Súlyos szavakkal illette az akkori pakisztáni vezetőket, amiért szerinte közömbösséget mutatnak a természeti csapás áldozatai iránt – mindeközben a nyugat-pakisztáni politikusok az Áojámi Ligát vádolták azzal, hogy politikai hasznot kíván húzni a katasztrófából.
A decemberi választáson végül keleten az Áojámi Liga hatalmas többséget szerzett, ami ahhoz is elég lett volna, hogy egész Pakisztánban ők alakítsanak kormányt: a 169 nemzetgyűlési helyből 167-et szereztek meg (köztük 7, nőknek fenntartott mandátumot), a 310 tartományi gyűlési helyből pedig különböző források szerint 298 vagy 305 lett az övék (közte 10 női hely). Mudzsib sejk fő ellenfele, Zulfikar Ali Bhutto annak ellenére, hogy nyugaton kiválóan szerepelt, összességében csak a második lett, így a várakozások szerint Mudzsib készülhetett volna a miniszterelnöki pozícióra.

### A függetlenségi háborúban
Az Áojámi Liga győzelme ellenére a nyugatiak mégsem akarták átadni a hatalmat, Bhutto inkább azt javasolta, hogy ő és Mudzsib osszák meg egymás között az ország két szárnyának vezetését. Két nappal az 1971. március 3-ra tervezett nemzetgyűlési ülésszak megnyitása előtt a Bhuttóval összejátszó Jahja Hán pakisztáni elnök elhalasztotta az ülést, emiatt pedig a bengáliak tömegei engedetlenségi mozgalomba kezdtek, valamint az utcára vonultak tiltakozni, szabadságot követelve. Ettől a naptól kezdve a tartományt de facto Mudzsibur Rahmán irányította: Jahja Hán rendeleteit nem hajtották végre, míg a Mudzsiburtól érkező iránymutatásokat mindenki követte: az ő utasításai alapján működtek a kormányzati hivatalok, a bankok, a biztosítótársaságok, az iskolák, a malmok és a gyárak. Válaszul a nyugatiak nagy létszámú katonai erőt indítottak útnak keletre, hogy képesek legyenek a helyzet urává válni.

Mudzsib sejk megtartja híres beszédét a dakkai tömeggyűlésen

Március 7-én Mudzsib sejk történelmi jelentőségű tömeggyűlést tartott a dakkai lóversenypályán. Mivel elterjedt a vélekedés, hogy ellenségei útközben meg akarják gyilkolni, pontos útvonalát, amelyen rezidenciájától a versenypályáig haladt, előzetesen titokban tartották, de több helyre önkéntes őröket állítottak. Miután megérkezett a lóversenypályára, ahol emberek milliói gyűltek össze, mindenfelől jelszavak skandálását lehetett hallani, de amint délután 3 óra táján Mudzsib, aki egy bambuszból készült pódiumon állt és híres mellényszerű kabátját viselte, jobb kezével felmutatott az égre, és megszólalt: „Testvéreim!”, síri csend uralkodott el a tömegben. Ezután következett Mudzsib sejk életének leghíresebb beszéde, amelyben arra szólította fel a népet, hogy ha Nyugat-Pakisztán ismét fegyvereket vetne be ellenük, akkor tegyenek meg minden előkészületet egy felszabadító gerillaháború elindítása céljából, alakítsák erőddé otthonaikat, és harcoljanak bármivel, amijük csak van. A beszéd azóta is legtöbbet idézett szavai a következők voltak: „Ebárer szangrám ámáder muktir szangrám, ebárer szangrám szbádhínatár szangrám.”, azaz „A harc most harc a felszabadulásunkért, a harc most harc a szabadságunkért.”. A beszédnek nem létezett írásos példánya, mivel rögtönzött volt, ám hang- és videófelvételek fennmaradtak róla. Az elhangzottakat az UNESCO 2017-ben felvette A világ emlékezete programba.
A történelmi nagygyűlés után kilenc nappal Jahja Hán elnök Dakkába látogatott, hogy „megoldja a helyzetet”, majd 21-én Zulfikar Ali Bhutto is megérkezett, így a következő napokban, egészen március 25-ig, több tárgyalást is folytattak hármasban Mudzsiburral, ám ezek nem vezettek eredményre: 25-én Hán és Ali Bhutto titokban elhagyták Dakkát. Aznap éjfélkor a pakisztáni hadsereg Kutatófény hadművelet kódnéven támadást indított a fegyvertelen bangladesi nép ellen, Mudzsibur Rahmán pedig 26-án a korai órákban kinyilvánította Banglades függetlenségét: a gyakorlatban ezt az egész nemzet számára Dzsijáur Rahmán őrnagy hirdette ki a Csittagong közelében található Kálurghát rádióállomás segítségével. Közvetlenül a bejelentés után, éjjel fél kettő táján a pakisztáni hadsereg egy különleges egysége, amelyet Mitha Hán küldött és Záhír Álam Hán vezetett, rajtaütött Mudzsibur dakkai rezidenciáján, és a sejket árulás és az ország kettéosztására való törekvés vádjával letartóztatták és egy pakisztáni börtönbe szállították. Az Áojámi Liga több politikusa Indiába vagy más országokba menekült.
Van olyan feltételezés, amely szerint a sejk már két nappal korábban tudott az esetleges katonai beavatkozásról és saját letartóztatásának tervéről. Eszerint a vélemény szerint Mudzsib ezért figyelmeztette március 24-én pártvezetőtársait, hogy hagyják el a fővárost. Egyesek ugyancsak feltételezik, hogy valójában a letartóztatás kölcsönösen előnyös lehetett mind a nyugatiak, mind Mudzsib számára, mert így biztonságosabb helyen vészelhette át a következő hónapok fegyveres harcát, és nem hárult rá a harc vezetésének felelőssége sem. Vannak, akik úgy tudják, 25-én kora este, amikor a fegyveres erők megtámadták Dakkát, Mudzsib éppen azzal volt elfoglalva, hogy utasításokat dolgozzon ki a hónap elején megbénult jutaexport újraindítása érdekében, és amikor értesült a támadásról, otthonában nyugodtan ültve megvárta, amíg érte jönnek és letartóztatják. Ez a viszonylagos nyugalom szerintük annak volt tulajdonítható, hogy „mindössze” az 1969-es események megismétlődésének gondolta a jelenlegieket, és most is hasonló eredményre számított.
1971. április 10-én megalakult a Bangladesi Népköztársaság első, ideiglenes kormánya, amely április 17-én tette le az esküt egy baidjanáthtalai mangóligetben: ezt a települést ma Mudzsibnagarnak („Mudzsib otthonának”) nevezik, a kormányt pedig gyakran emlegetik mudzsibnagari kormányként. Az alkotmányozó gyűlés államfővé választotta a börtönben ülő Mudzsibur Rahmán sejket, aki egyúttal a fegyveres erők főparancsnoka is lett. Alelnöke, aki távollétében őt is helyettesítette, Szaijad Nadzsrul Iszlám lett, míg a miniszterelnöki székbe Tádzsauddín Áhmad került.
Mudzsib soha nem mondta ki nyíltan, hogy Kelet-Pakisztán elszakadását kívánja, mindig csak felszabadításról és szabadságról beszélt, még azt is megjegyezte többször, hogy „Nincs szó elszakadásról, csak a minket megillető részt kérjük. Amúgy is a kelet-pakisztániak többségben vannak, és nevetséges lenne azt gondolni, hogy a többség elszakadna a kisebbségtől.” Végül a kirobbant harcok mégis az elszakadásért folyó függetlenségi háborúvá váltak, amely kilenc hónapig tartott, és többek között India beavatkozásának eredményeképpen december 16-án a (nyugat-)pakisztániak vereségével zárult. Ez alatt az idő alatt Mudzsibur végig egy Fajszalábád közelében található börtönben volt, sőt, augusztus és szeptember folyamán a pakisztáni junta egy részleteiben máig titkos eljárást folytatott le ellene Rahímuddín Hán tábornok vezetésével, amelynek eredményeképpen kötél általi halálra ítélték, de az ítéltet nem hajtották végre. Idős szüleit, valamint öccsét, Ábu Nászer sejket a pakisztániak elüldözték otthonukból, szolgálóikat lelőtték, a házat pedig felgyújtották.

### Államfőként és miniszterelnökként
December 27-én az immár független Banglades kormánya az államfő azonnali és feltétel nélküli szabadon bocsátását követelte, és a Pakisztánra nehezedő nemzetközi nyomás is (amelyben szerepet játszottak az úgynevezett prabászik, azaz a külföldön élő bengáliak is) ebben az irányban hatott, így 1972. január 8-án kénytelenek voltak kiengedni a börtönből. Mudzsibur még aznap különgéppel Londonba repült, ahol a Claridge’s szállodában egy rendkívüli érdeklődéssel kísért sajtótájékoztatót tartott, segítő kezeket kérve a gazdag országoktól a világ legfiatalabb országának, Bangladesnek. Másnap amellett, hogy Edward Heath konzervatív brit miniszterelnökkel találkozott, egy kórházba is elment, hogy ott felmérjék az egészségi állapotát. Mielőtt a Brit Királyi Légierő Comet típusú gépén hazatért volna Dakkába, megállt Delhiben is, ahol az indiai elnök, Varáhagiri Venkata Giri és a miniszterelnök, Indira Gándhi is barátsággal fogadta. Újdelhi népéhez szólva köszönetet mondott az indiaiaknak, akiket népe legjobb barátjának nevezett. Dakkába január 10-én, hétfőn érkezett meg. Amikor leszállt a repülőgép, és kilépett az ajtón, 21 díszlövéssel köszöntötték. Ezután első útja a lóversenypályára vezetett. A függetlenség kivívása utáni első beszédét óriási, lelkes, zászlókat lengető és a sejk nevét skandáló tömeg fogadta: az emberek az egész hétvége folyamán folyamatosan tódultak a fővárosba, hogy ünnepelve fogadhassák hősüket.
Január 12-én az új kormány megalakulásával államfői megbízatása helyett megkezdődött miniszterelnöki ténykedése: kormányával azonnal hozzálátott a háborúsújtotta ország újjáépítéséhez. Három és fél év alatt lefektette az új köztársaság alapjait, többek között alkotmányozó gyűlést alapított, amely elfogadta az 1972. december 16-án hatályba lépett új alkotmányt. Ez négy alappillérre épült, amelyeket együttesen időnként mudzsibizmusnak neveznek: a nacionalizmusra, a szocializmusra, a demokráciára és a világiságra. Az első kormányülésen született döntés arról is, hogy Banglades himnuszává a bengáli származású Rabindranáth Tagore egyik versét, az Ámár szonár Bánlát teszik meg. A miniszterelnök 1972. november 4-én jelentette be, hogy a független Banglades első országgyűlési választására 1973. március 7-én kerül sor. A kormányzó Áojámi Liga ezen a választáson is elsöprő győzelmet aratott, a 300 helyből 293-at szereztek meg a Dzsátíja Szanszadban, így Mudzsibur Rahmán maradt a miniszterelnök.
A háborús győzelem után három hónapon belül kivonták az indiai szövetséges erőket az országból, és mintegy 10 millió bengáli menekültet rehabilitáltak. De a harcok után még rengeteg fegyver maradt a lakosságnál, amelyek akár fenyegetést is jelenthettek az instabil gazdasággal bíró ország vezetésére, ezért 1972. január 17-én Mudzsibur felhívást tett közzé, amelyben azt sürgette, 10 napon belül országszerte mindenki mondjon le ezekről a fegyverekről. Ennek eredménye volt, hogy január 24-én Tángáilban egy Mudzsibur által elnökölt ünnepély keretei között a háború egyik hőse, Ábdul Káder Sziddiki mintegy 14 000 darab összegyűjtött fegyvert tett le véglegesen.

#### Külpolitika és nemzetközi kapcsolatok
Az országnak azonban nem volt többek között sem hadereje, sem rendőrsége, sem saját pénzneme, sem központi bankja, az infrastruktúra pedig romokban hevert. Banglades ráadásul nagyon kevés külföldi pénzügyi segítséghez jutott: az Amerikai Egyesült Államok és az olajban gazdag közel-keleti országok barátságtalanul viszonyultak az új államhoz, mindössze a Világbank és néhány kelet-európai kommunista ország nyújtott segítséget számukra. Külpolitikában ilyen körülmények között is számottevő eredmények születtek a következő években: Banglades csatlakozott többek között az ENSZ-hez, a Nemzetközösséghez, az el nem kötelezett országok mozgalmához (1973. szeptember 6.), az Iszlám Konferencia Szervezetéhez, és törvénybe iktatták a nemzetközi büntetőjogot. Ez alatt az idő alatt világszerte több mint száz ország ismerte el Banglades függetlenségét.
1972. március 1-én Mudzsibur Rahmán és több párttársa öt napra a Szovjetunióba, Moszkvába látogatott, hogy kifejezze háláját a függetlenségi háborúban nyújtott orosz támogatásért, illetve hogy árucseréről és segélyekről folytasson tárgyalásokat. Július 30-án Londonba érkezett epehólyagműtétre. Innen az útja Genfbe vezetett, a műtét utáni lábadozás céljából, valamint azért, hogy beszédet mondjon egy konferencián, ahol Banglades európai országokban működő követei gyűltek össze. Szeptember 6-án Algériába utazott az el nem kötelezett országok csúcstalálkozójára, ahol egyébként több fejlődő ország vezető politikusaival is folytatott kétoldalú megbeszéléseket annak érdekében, hogy kiterjessze hazája nemzetközi kapcsolatait. 1974. február 22. és 24. között Lahorban tartották az Iszlám Konferencia Szervezetének csúcstalálkozóját, amelyen a bengáli miniszterelnök is részt vett: Pakisztánba érkezve egykori fő ellenségei, Zulfikar Ali Bhutto pakisztáni miniszterelnök és Tikka Hán tábornok fogadta. Később a két kormányfő együtt, egymás kezét fogva mutatkozott a nyilvánosság előtt egy erkélyen, többek között Moammer Kadhafi líbiai és Jasszer Arafat palesztin vezető társaságában. A jelenet üzenete az volt, hogy Banglades igyekszik közeledni a többi muszlim országhoz, és próbálja csökkenteni a feszültséget Pakisztánnal, amely egyébként ezekben a napokban ismerte el hivatalosan a független Banglades létezését. Június 27-én Bhutto viszonozta a látogatást, és Dakkába utazott: ez volt az első alkalom a függetlenségi háború óta, hogy egy pakisztáni vezető a bengáli fővárosba érkezett. Bár hivatalosan barátsággal fogadták, és bankettet is rendeztek tiszteletére, mégis kénytelen volt találkozni olyan szlogenekkel is, mint például „Bhutto mészáros, menj haza!”. Mudzsib a Bhuttóval történő megbeszélésen felvetette az egykori egyesült Pakisztán által birtokolt vagyontárgyak elosztásának témáját is, de a kérdésben nem alakult ki értékelhető eredmény.
Körülbelül egy héttel az után, hogy 1974. szeptember közepén Banglades az ENSZ tagállamává vált, Mudzsibur is felszólalt a szervezet 29. közgyűlésén, méghozzá, bár angolul is folyékonyan beszélt, ezúttal bengáli nyelven. Ez a beszéde volt az első bengáli nyelvű szónoklat a közgyűlésen.

#### Belpolitika
A Mudzsib-kormány idején 11 000 általános iskolát alapítottak, 40 000-et pedig államosítottak, valamint ingyenes könyveket biztosítottak 5. osztályos korig, illetve 8. osztályig kedvezményes áron lehetett tankönyvhöz jutni. Korlátozták az iszlámellenesnek és társadalomellenesnek nyilvánított tevékenységeket, mint például a szerencsejáték, a lóversenyzés és az alkoholfogyasztás, megalapították az Iszlám Alapítványt és újjászervezték az oktatásért felelős Medresze Testületet. A nehéz helyzetbe került nők számára rehabilitációs központot hoztak létre, és megalapították a korábbi szabadságharcosoknak évente kiosztott állami díjat. 25 bighás határig megszűnt a földadó, a földművesek pedig ingyen vagy névleges áron kaptak munkájukhoz szükséges alapanyagokat. Államosítottak 580 ipari létesítményt, illetve a nyugat-pakisztániak által felhagyott bankokat és biztosítótársaságokat, valamint új gyárakat nyitottak meg.

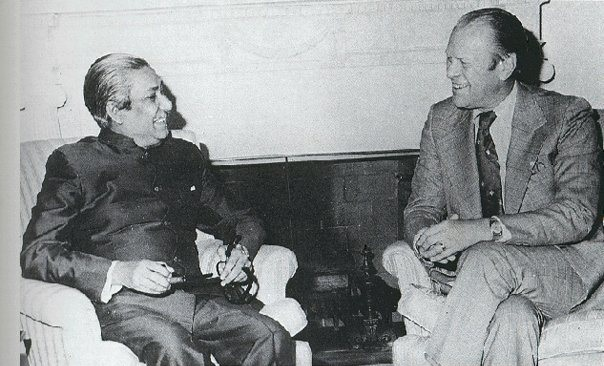
Mudzsibur Rahmán Gerald Ford amerikai elnökkel tárgyal az Ovális Irodában, 1974 októberében

Kormánya azonban nem tudta sikeresen fellendíteni a gazdaságot. A függetlenné vált országban sokáig a korábbi pakisztáni és az indiai bankjegyek voltak érvényben, ráadásul az új pénz, a taka árfolyamát az indiai rúpiáéval tették egyenlővé, sőt, a taka bankjegyeinek nyomtatását Indiával végeztették. Az indiai határon nagy mennyiségű élelmiszer és egyéb áru áramlott ki, és indiai pénz áramlott be, ami jelentősen megnövelte az inflációt. 1974-ben a Brahmaputra folyó rendkívüli áradása során az ország 40%-a víz alá került, az élelmiszertermés egy része odaveszett, a készletek egy részét pedig spekulánsok vásárolták fel. A kormány sok kritikát kapott azért, mert az élelmiszer-segélyezés során a városi lakosságot részesítette előnyben a vidékiekkel szemben, ahol pedig nagyobb szükség lett volna az élelemre. Eközben az Amerikai Egyesült Államok leállította a Bangladesnek nyújtott segélyezést, mivel az ország az amerikaiak ellenlábasával, Kubával alakított ki kereskedelmi kapcsolatokat. Mire Mudzsibur Rahmán leállította a kubai exportot, már késő volt, az előbbiekben felsorolt tényezők összeadódva hatalmas éhínséghez vezettek, amelyben különböző becslések szerint tízezrek vagy százezrek vesztették életüket, de a különféle betegségek áldozatait is beleszámítva a szám a másfél milliót is elérhette.

#### Népszerűségének csökkenése
Az évek múlásával a kormányfő népszerűsége csökkenni kezdett, amihez a rossz gazdasági helyzet, az emelkedő olajárak és az éhínség mellett az is hozzájárult, hogy nem lépett fel határozottan az ellen, hogy párttársai és rokonai különféle ki nem érdemelt előnyökhöz és jól fizető állásokhoz jussanak. Mindez kedvezett a titkos, szélsőbaloldali, a törvényes rendet felforgatni kívánó mozgalmak erőre kapásának, akik ráadásul sok olyan fegyverhez is hozzájutottak, amelyek a háborúból maradtak meg, a szélsőjobboldalon pedig az évekkel ezelőtt legyőzött, Pakisztán-párti Rádzsákár és az Al-Badr tagjai bukkantak fel újra. A politikai indíttatású erőszak országszerte erősödött mind a kormány, mind az ellenzék részéről, amihez az is hozzájárult, hogy a frissen alapított bűnüldöző szerv, a Dzsátíja Raksíbáhini gyakorlatilag szabad kezet kapott a működéséhez. 1973 áprilisában a belügyminiszter úgy tájékoztatta az országgyűlést, hogy az elmúlt 16 hónapban 2035 politikai gyilkosság történt az országban. Mudzsibur Rahmán 1974. december 16-án egy televíziós beszédben kijelentette, hogy az elmúlt évek során négy országgyűlési képviselőt és az Áojámi Liga mintegy 3000 támogatóját gyilkolták meg. Az ellenzék állítása szerint az ő aktivistáik közül sokkal több, 60 000 esett emberölés áldozatául.
1974. december 28-án Mudzsib sejk rendkívüli állapotot hirdetett, 1975. január 25-én pedig a negyedik alkotmánymódosítást kihasználva államfőnek nyilvánította magát. A miniszterelnöki székbe Muhámmad Manszur Áli került helyette.

#### A BáKSÁL megalapítása, út a diktatúra felé
Bár 1970. október 28-án Mudzsibur Rahmán még arról beszélt a rádióban, hogy az Áojámi Liga azért jött létre, hogy megakadályozzák, hogy az akkori uralkodó párt segítségével egypártrendszer jöjjön létre, 1975 januárjában már ezzel ellentétes elvek mentén cselekedett. Az ekkor lezajlott, a hatalmon levők által „második forradalomnak” nevezett folyamat során megszüntette az ország politikai pártjait, és helyettük egyetlen nagy pártot hozott létre, a BáKSÁL-t, azaz a Bangladesi Parasztok és Dolgozók Áojámi Ligáját (Bánládes Krisak Sramik Áojámi Líga). A parlamentáris berendezkedés, amiért többek között korábban a harc folyt, háttérbe szorult, és egy erős felhatalmazással bíró elnök által irányított rendszer, egyesek szerint valódi totalitárius állam alakult ki. A sajtószabadságot korlátozták, másként gondolkodók ezreit börtönözték be.
Az új pártba több korábbi ellenzéki vezető, például Átáur Rahmán Khán is belépett, de nem támogatta például az egykori háborús hős, Mahammad Átául Gani Oszmáni tábornok, aki tiltakozását úgy juttatta kifejezésre, hogy ki is lépett a pártból. Maolána Bhásáni kezdetben támogatta a „második forradalmat”, végül ő sem csatlakozott a BáKSÁL-hoz. A Szovjetunió és India viszont nyíltan támogatta az új rendszert.
A bangladesi hadsereg is kezdett elpártolni az elnöktől, ezért Mudzsib sejk a hozzá hű emberekből megalapította saját paramilitáris szervezetét, a Dzsátíja Raksíbáhinit („Nemzeti Biztonsági Erő”). Az elképzelése azonban, amely szerint ez az erő majd fenntartja a törvényes rendet, az illegális fegyvereket pedig begyűjti, kudarcba fulladt, és sok esetben a Raksíbáhini csak az emberek megfélemlítésével vagy akár a politikai ellenfelek megkínzásával foglalkozott. Ez, és az egyre terjedő korrupció tovább csökkentette az elnök népszerűségét. Támogatói viszont azzal érveltek, az egypártrendszer szükséges volt ahhoz, hogy az ország önállóan megálljon a talpán, népe egységes legyen, kevésbé függjenek a külföldi segélyektől, hatékonyabban felléphessenek a korrupció ellen, és nőjön a gyárak, üzemek termelékenysége.

### Halála

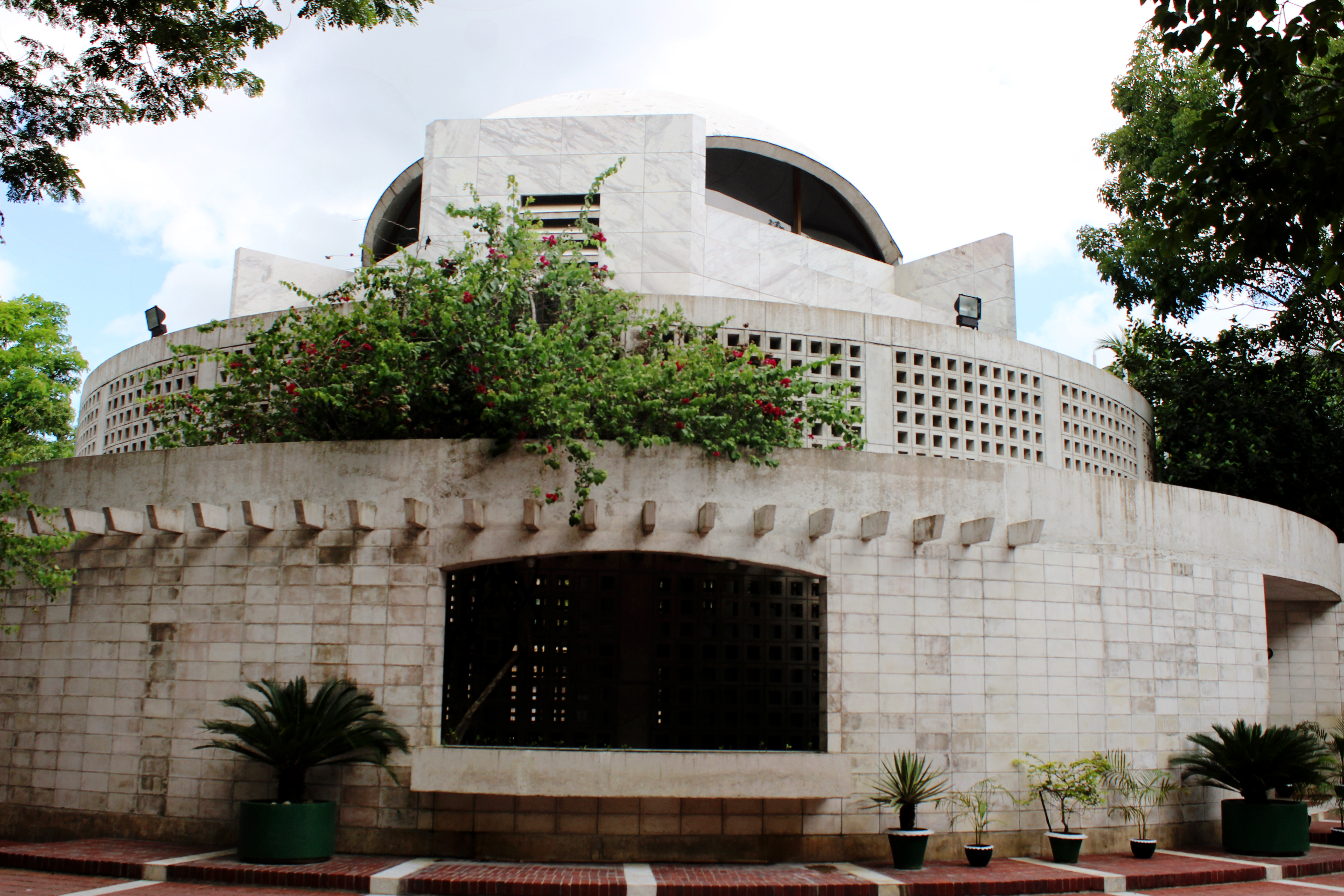
Mudzsibur Rahmán mauzóleuma Tungipárában

1975 augusztusában egy csoport vele szembekerült katonatiszt Szaijad Pháruk Rahmán vezetésével merényletet tervezett ellene. Úgy tervezték, 15-én hajnalban megtámadják az elnök dakkai rezidenciáját: két kört alkotnak majd a Dhánmandi úti ház körül, és a belső kör (Mahiuddin Áhmed vezetésével, mintegy 350 katonával) közvetlenül végrehajtja a támadást, a több tucat tankkal rendelkező külső emberek pedig biztosítják őket, visszaverve az esetlegesen megérkező hadsereg vagy a Raksíbáhini alakulatait. Ezzel egy időben társaik rajtaütnek Phadzslul Hak Mani sejk ifjúsági vezető (Mudzsibur Rahmán unokaöccse) és Ábdur Rab Szernijábát mezőgazdasági miniszter (Mudzsib sógora) lakóhelyein is: az előbbit Saríphul Hak és egy egy szakasznyi katona, utóbbit Riszáldár Moszlem Uddin Khán és két szakasz katona hajtja végre.
A terv végrehajtása másnap hajnali 4-kor kezdődött. Mani és Szernijábát házai ellen negyed 6 táján indult el a támadás: a katonák az első helyszínen meggyilkolták magát Manit és várandós feleségét, a második helyszínen Szernijábátot, 14-éves lányát, 12-éves fiát, 4-éves unokáját, két unokaöccsét, három vendéget és négy háztartási alkalmazottat. Mudzsib sejk rögtön értesült az eseményekről, és megpróbálta értesíttetni a rendőrségi irányítószobát, ahol azonban  senki sem vette fel a telefont. Néhány perc múlva, fél 6 körül a támadók déli irányból megindították a támadást a sejk rezidenciája ellen is. Mudzsib sejk hálóruhájában sietett le az emeletről, míg felesége rémülten rohangált. Egyik alkalmazottjuk felébresztette Mudzsibur két fiát, Kámált és Dzsámált, valamint feleségüket. A házba betörő katonák először Kámállal találták szembe magukat, akire számos lövést adtak le. Mudzsib feleségével, két másik fiával és két menyével bezárkódott egy emeleti szobába, és tovább próbált telefonálni: Dzsámiluddin ezredest, a katonai titkárát és Saphiulláh tábornokot érte el, akiktől segítséget kért.
A támadók megérkeztek a szoba elé. Amikor a lövések elhallgattak, a sejk kinyitotta az ajtót, és kilépett rajta: a katonák ekkor körülvették, és arra kényszerítették, hogy lemenjen a lépcsőn. „Mit akarnak? Hová visznek?” – kérdezte Mudzsibur Rahmán, de válasz helyett 18 golyót lőttek a testébe, amitől azonnal meghalt. A katonák egy része ezután távozott a házból, míg mások felkutatták az ott maradt személyeket, és agyonlőtték Mudzsib feleségét, a másik két fiút és a két idősebb fiú feleségét. A Rahmán családból csak a két leány maradt életben, mivel ők ekkor éppen Nyugat-Németországban tartózkodtak.
A gyilkosság áldozatait, kivéve Mudzsibur Rahmánt, másnap Dakka Banáni nevű városrészében temették el. Az ő maradványait egy katonai helikopter szülővárosába, Tungipárába vitte, ahol apja mellett helyezték örök nyugalomra.
A gyilkosságok után katonai rendszert vezettek be, az elnöki székbe Khandakár Mosták Áhmad került. Folytatódott a leszámolás az előző rendszer képviselőivel, négy korábbi kormánytagot például 1975. november 3-án megöltek a dakkai központi börtönben. Az új elnök idején hozták meg azt a törvényt, amely alapján a Mudzsibur Rahmánt meggyilkoló csoport tagjai védelemben részesültek, ezért csak jóval később, a törvény 1996-os hatályon kívül helyezése után indulhatott ellenük eljárás.
1998-ban a Mudzsib és rokonai elleni merényletben való részvétel miatt 15 embert ítéltek golyó általi halálra, ez a szám később 12-re módosult, de nem mindegyiküket sikerült elfogni. 2010. január 28-án öt egykori katonatisztet felakasztottak, egy személyről pedig kiderült, hogy 2002-ben Zimbabwében meghalt. Mások valószínűleg az USA-ban és Kanadában bujkáltak, egy korábbi százados pedig évtizedekig Kalkuttában rejtőzködött. Ő 2020-ban visszatért Bangladesbe, ahol azonban lecsaptak rá, és néhány nappal később felakasztották.

## Díjai, elismerései
A szovjet kötődésű Világbéketanács Joliot-Curie-békeérmet adományozott Mudzsib sejknek, akiről úgy ítélték meg, az „antiimperialista” harc egyik csillaga lehet. A díjat a hivatalos indoklás szerint „a világbékéhez történő hozzájárulásáért” kapta meg, de hogy mikor, arról a források eltérően írnak. Van, amelyik szerint 1973. május 23-án, de van, ahol az olvasható, a szervezet főtitkára, Romes Csandra személyesen jött el Dakkába, hogy ott 1972. október 10-én adja át Mudzsibnak az elismerést.
2003-ban posztumusz Mudzsibur Rahmánnak ítélték Banglades legmagasabb állami kitüntetését, a Függetlenség Napja Díjat.

## Családja
Mudzsib 13 éves volt, amikor elhunyt egyik apai nagybátyja, akinek volt egy 3 éves leánya, Phadzsilátunnesza, becenevén Renu (aki tehát Mudzsib unokatestvére volt). Közös nagyapjuk, Ábdul Hámid sejk arra utasította megmaradt fiát, Lutphur Rahmánt, Mudzsib apját, hogy adja férjül Mudzsiburt az árván maradt lányhoz. A házasság meg is köttetett, ám a hivatalos ceremóniára csak 9 évvel később került sor, amikor Mudzsib 22, a lány 12 éves volt.
A párnak összesen öt gyermeke született, ebből két leány (Hászina sejk (1947) és Rehána sejk (1957)) és három fiú (Kámál sejk (1949), Dzsámál sejk (1954) és Rászel sejk (1964)). Fiait és számos rokonát vele együtt gyilkolták meg, a két lány életben maradt. Hászina a gyilkosság után évekig külföldön élt, majd 1981-ben visszatért Bangladesbe, ahol az Áojámi Liga vezetője lett, és több alkalommal az ország miniszterelnökének is megválasztották.

## Könyvei
Mudzsibur Rahmán három könyvet írt saját életéről, de ezek mind csak jóval halála után jelentek meg:
- Aszamápta átmadzsíbani (অসমাপ্ত আত্মজীবনী), angol címén The Unfinished Memoirs, jelentése: „A befejezetlen emlékiratok”, megjelent 2012-ben.
- Kárágárer rodzsnámcsa (কারাগারের রোজনামচা), angol címén The Prison Diaries, jelentése: „A börtönnaplók”, megjelent 2017-ben.
- Ámár dekha najácsína (আমার দেখা নয়াচীন), angol címén The New China as I Saw, jelentése: „Az új Kína, ahogy én láttam”, megjelent 2020-ban.

## Emlékezete
Mudzsibur Rahmán általános tiszteletnek örvend Bangladesben, a „haza atyjának” tekintik. 2004-ben a BBC bengáli rádiójának szavazásán a bengáli nép történetének legnagyobb alakjává választották. Bár vannak kritikusai (például vannak, akik szerint csak egy megbízhatatlan, demagóg dühöngő volt), ők Bangladesben nem hallathatják hangjukat a nagy nyilvánosság előtt, ugyanis 2016-ban a kormány büntetendővé tette azt, ha valaki negatív véleményt fogalmaz meg róla vagy az 1971-es függetlenségi háborúról. Arról a perről, ami évtizedekkel halála után a gyilkosai felett ítélkezett, megoszlott a politikusok véleménye. Az akkori kormánnyal (amelyet a sejk lánya vezetett) szemben a Bangladesi Nacionalista Párt ellenezte az eljárást, mondván, más politikai gyilkosságok megtorlatlanul maradtak.
A sejk születésnapja, március 17. nemzeti ünnep, amikor reggel felvonják a nemzeti lobogót, majd az emlékmúzeumban koszorúkat helyeznek el. 2020-ban, születésének 100. évfordulójának alkalmából egész éves rendezvénysorozatokat terveztek, a márciusi megnyitóra Narendra Modi indiai miniszterelnököt is várták, ám a koronavírus-világjárvány miatt minden programot elhalasztottak. A sejk halálának évfordulója, augusztus 15-e országos gyásznap Bangladesben.
Mudzsibur sejk dakkai házát Dzsijáur Rahmán elnök egészen 1981-ig katonai igazgatás alatt tartotta, és megtiltotta a leszármazottaknak, hogy belépjenek oda. Ekkor azonban Mudzsib két lánya visszakapta az épületet, ahol 1994-ben megnyílt a Bangabandhu Emlékmúzeum. Szülőfalujában 2001-ben mauzóleumot építettek számára.
Nevét, főleg a Bangabandhu becenevet számos dolog viseli. Elnevezték róla a dakkai nemzeti krikett-, később labdarúgóstadiont (Bangabandhu Nemzeti Stadion), a Bangladesi Haditengerészet egyik irányított rakétás fregattját (BNS Bangabandhu), Banglades történetének első, 2018-ban fellőtt műholdját (Bangabandhu–1), egy igen hosszú hidat a Dzsamuna folyó felett Bhúnápur upadzsela és Szirádzsgandzs között (Bangabandhu híd), több egyetemet (például a Bangabandhu Mudzsibur Rahmán Sejk Tudomány- és Technológiai Egyetemet és a Bangabandhu Mudzsib Sejk Orvosi Egyetemet), egy dakkai konferenciaközpontot (Bangabandhu Nemzetközi Konferenciaközpont), utcákat, tereket, sőt, még egy gádzsípuri és egy Cox’s Bazar-i szafari parkot is. Ugyancsak az ő nevét viseli egy ujjatlankabát-fajta, amelyet gyakran hordott az országot járva: az úgynevezett Mudzsib-kabát.
A bangladesi taka szinte összes bankjegyén az ő arcképe szerepel.

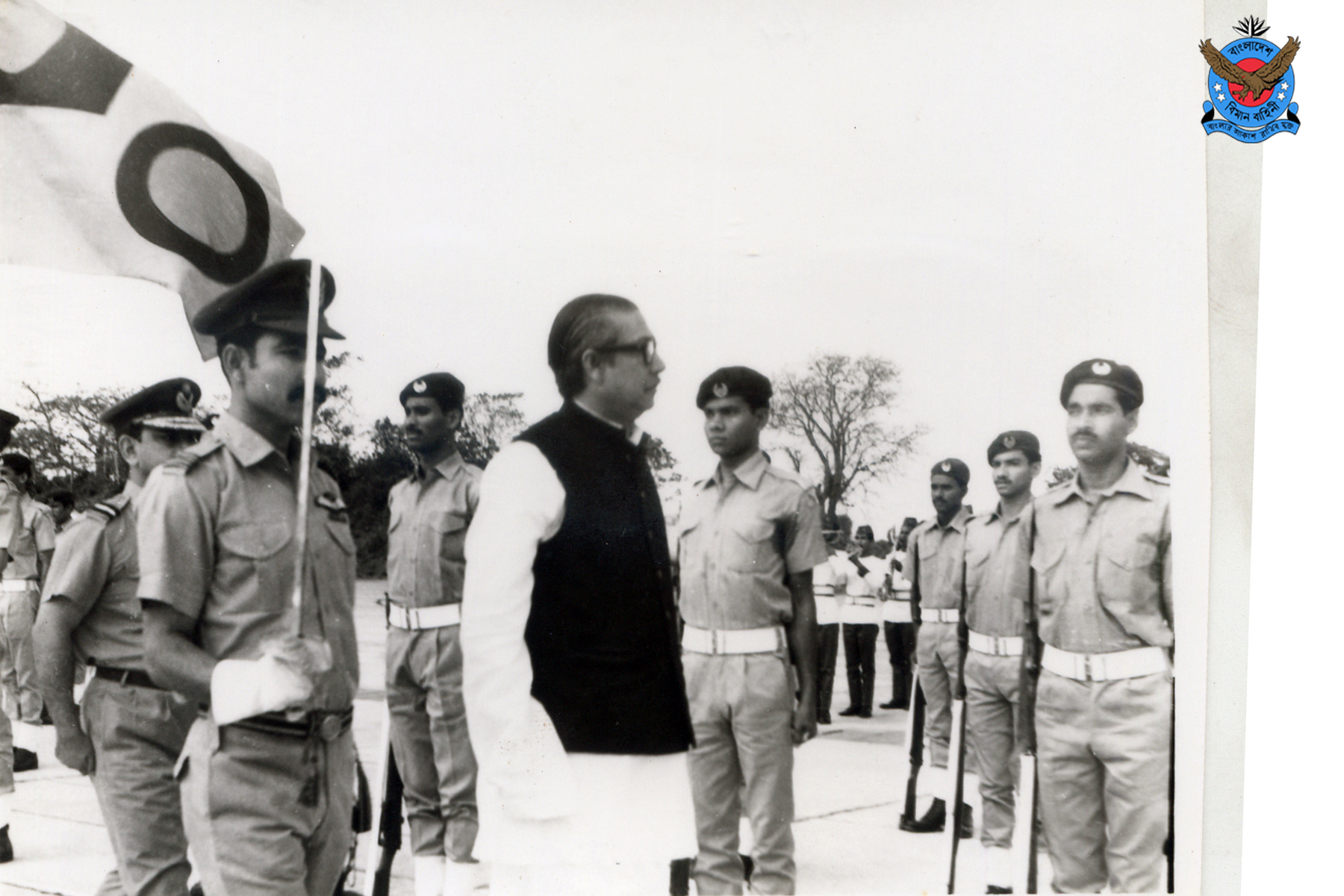
Mudzsib Mudzsib-kabátban
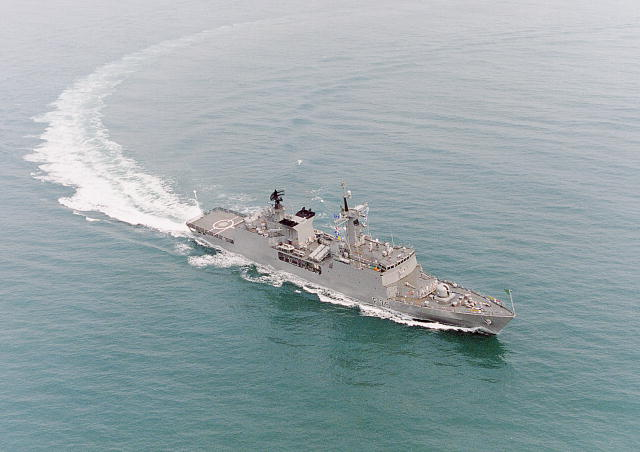
A BNS Bangabandhu
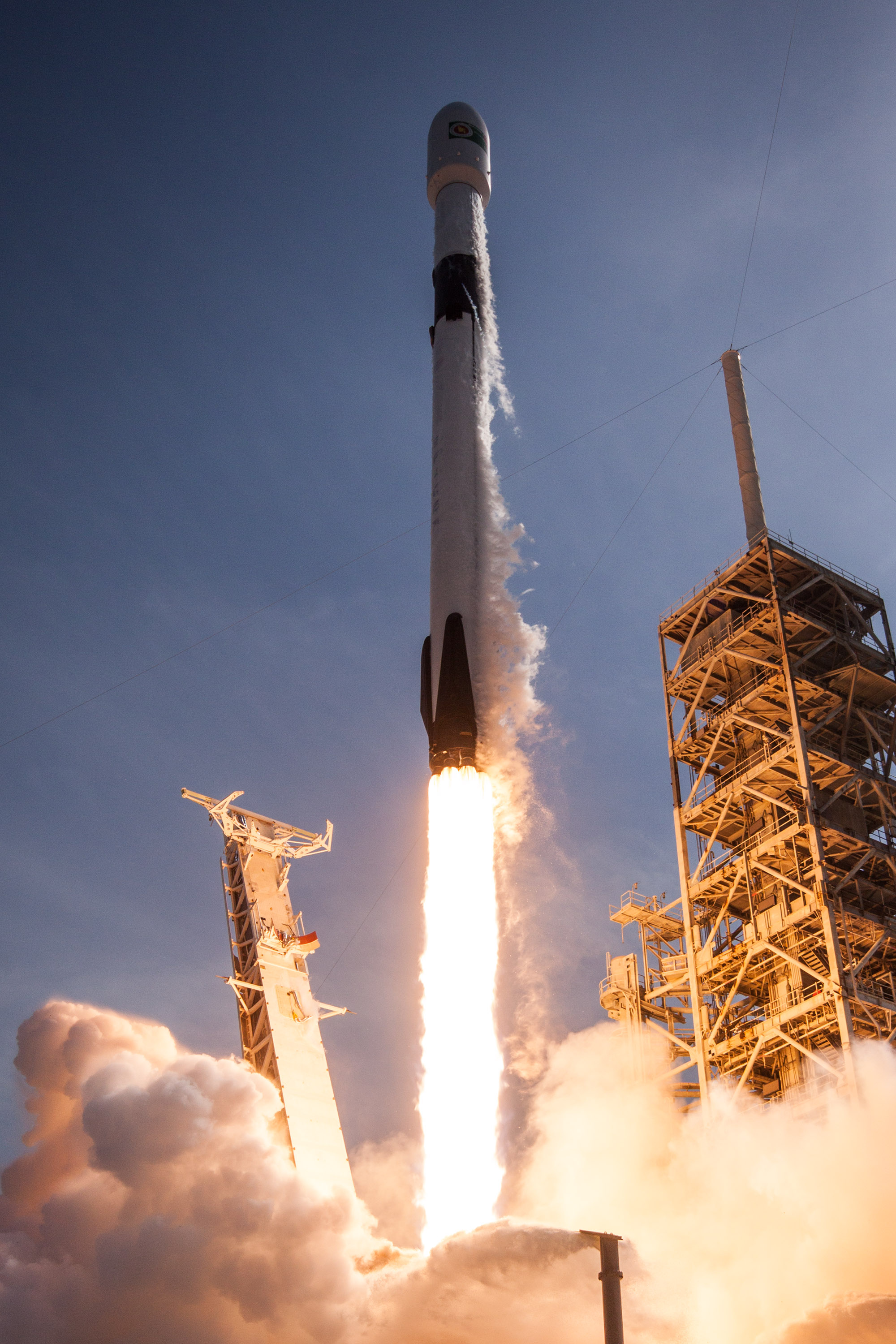
A Bangabandhu–1-et az űrbe juttató Falcon 9 típusú hordozórakéta
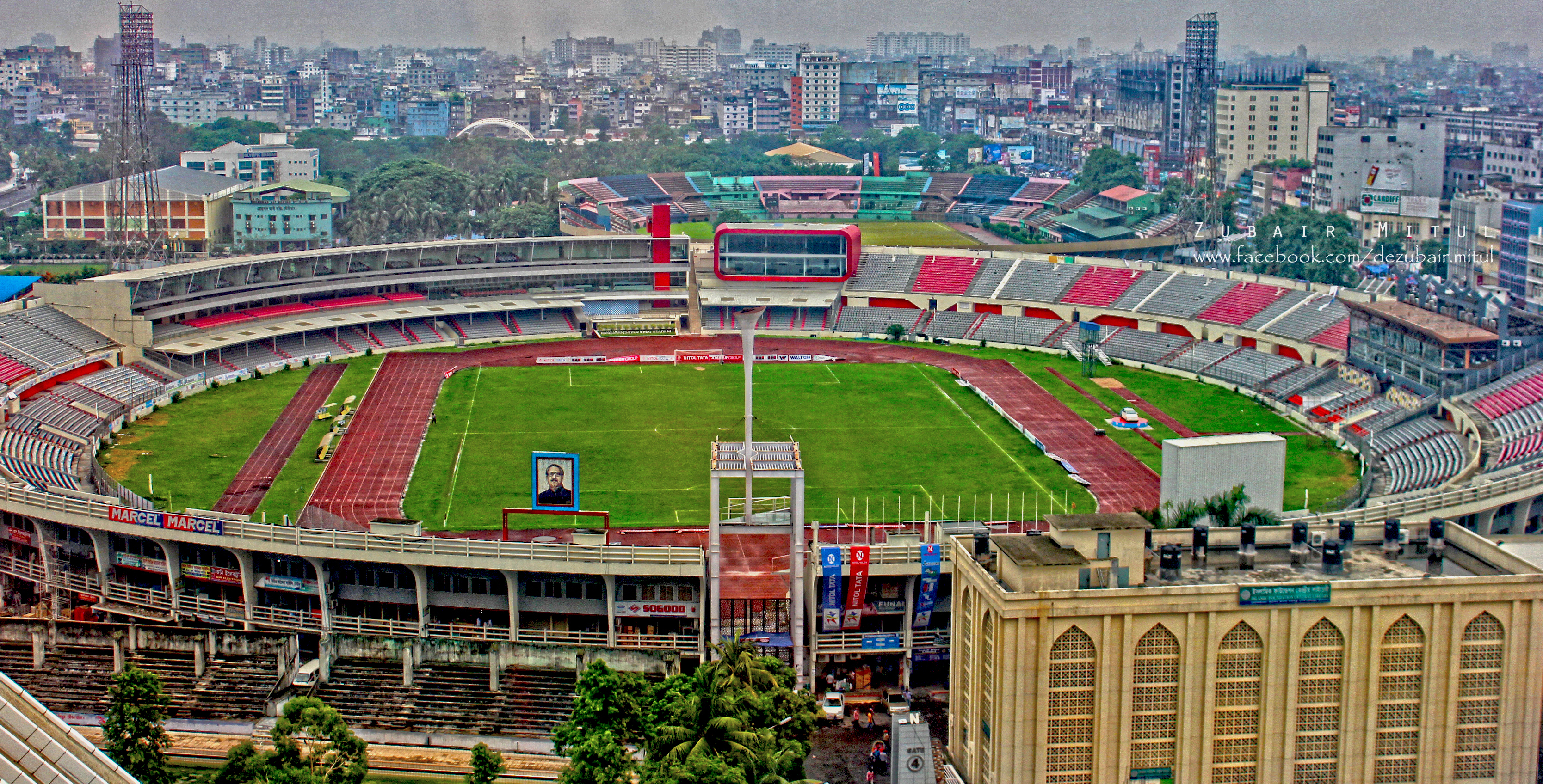
A Bangabandhu Nemzeti Stadion
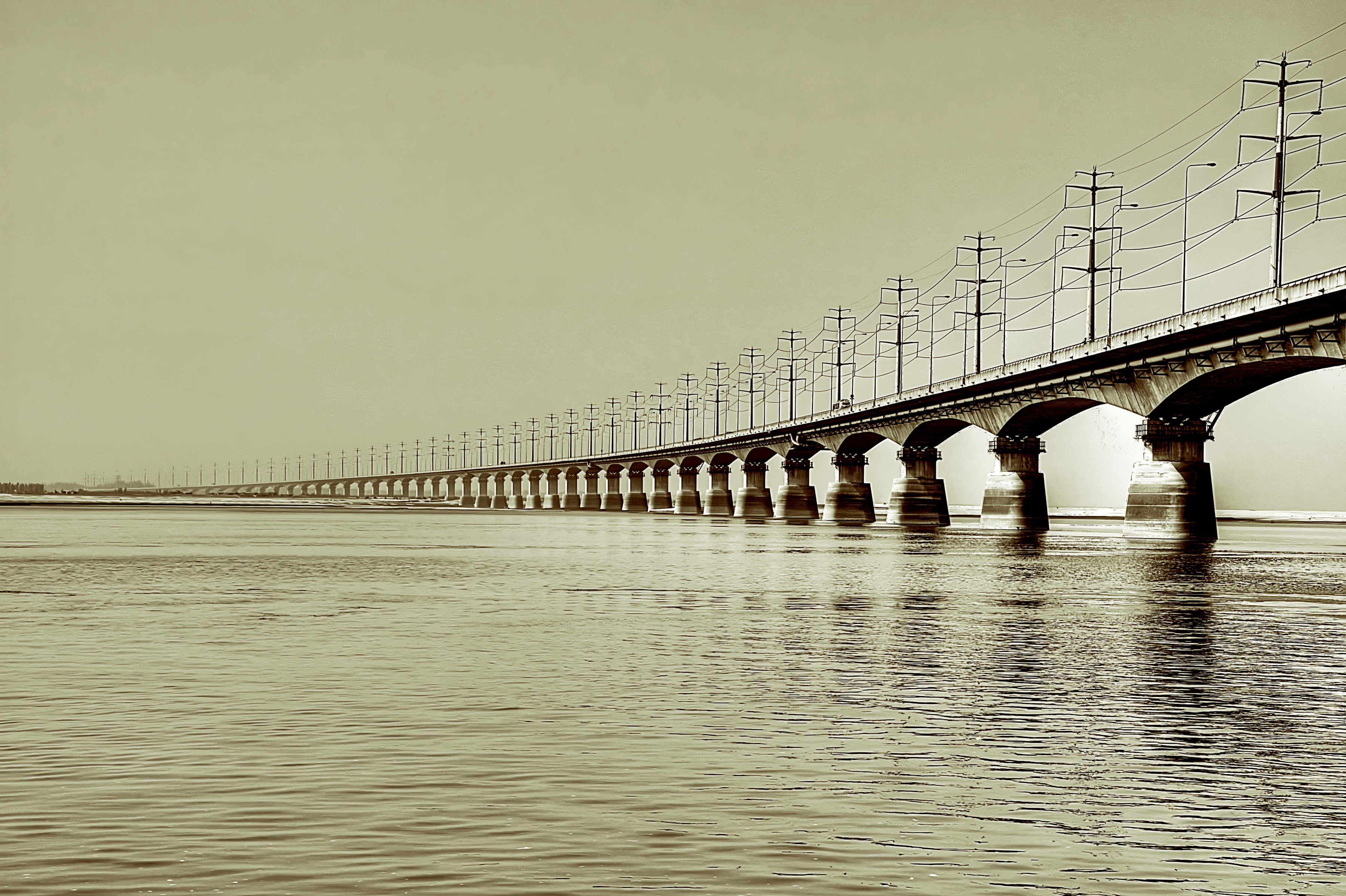
A Bangabandhu híd